# Shivpuri (huyện)
Huyện Shivpuri là một huyện thuộc bang Madhya Pradesh, Ấn Độ. Thủ phủ huyện Shivpuri đóng ở Shivpuri. Huyện Shivpuri có diện tích 10290 ki lô mét vuông. Đến thời điểm năm 2001, huyện Shivpuri có dân số 1440666 người.